# Lithacodia costaricana
Lithacodia costaricana är en fjärilsart som beskrevs av Embrik Strand 1917. Lithacodia costaricana ingår i släktet Lithacodia och familjen nattflyn. Inga underarter finns listade i Catalogue of Life.